# Kostel Navštívení Panny Marie (Sölden)
Římskokatolický kostel Navštívení Panny Marie je farní kostel v Rettenbachu v obci Sölden v Ötztalu v Tyrolsku. Patří k děkanátu Silz v diecézi Innsbruck. Kostel je památkově chráněná budova.
Kostel je poprvé zmíněn v dokumentech z roku 1288. V roce 1521 provedl Jakob von Tarrenz jeho přestavbu. Další přestavba s rozšířením proběhla v roce 1752 pod vedením Galluse Gratla. Pozdně gotický kostel byl rozšířen barokně. V roce 1975 bylo přistavěno schodiště do galerie. Klenutá loď s chórem má klenutá okna. Pozoruhodné jsou barokní stropní a nástěnné malby Josefa Antona Puellachera. Na barokním oltáři jsou sochy vyřezané v letech 1753 až 1758 Antonem Praxmarerem a oltářní obraz Piety od Johanna Georga Dominika Grasmaira. Kazatelnu s postavami čtyř evangelistů vytvořil Josef Götsch. Z roku 1978 je lidový oltář Ilsy Glaninger-Balzar. Varhany pochází z roku 1750 a zvon z roku 1590.
Kostel je obklopen hřbitovem s obdélníkovou kaplí. Na hřbitově jsou kříže z kovaného železa z 18. a 19. století.